# کنتو سوگییاما
کنتو سوگییاما (انگلیسی: Kento Sugiyama؛ زادهٔ ۱۲ دسامبر ۱۹۶۸) بازیکن بیس‌بال اهل ژاپن است.
وی در مسابقات کشوری و بین‌المللی در مجموع برندهٔ ۱ مدال برنز شده‌است.